# Zoning Improvement Plan
Lo zoning improvement plan code, o più semplicemente ZIP code o codice ZIP, è il codice postale degli Stati Uniti d'America.
La versione base del codice ZIP consiste di cinque cifre, ma esiste anche una versione più estesa, lo ZIP+4 code, che aggiunge al codice ZIP altri 4 caratteri, che consentono di inviare la posta a uno specifico indirizzo.
Il termine ZIP code era originariamente un marchio registrato dal Servizio postale statunitense (United States Postal Service, USPS), ma la registrazione è scaduta.

## I precedenti
Il servizio postale degli Stati Uniti ha adottato le zone postali per le metropoli nel 1943. Ad esempio:
```
John Smith
3256 Epiphenomenal Avenue
Minneapolis 
16
, Minnesota
```

in cui "16" è il numero della zona postale all'interno della città.

## Sviluppo
Durante i primi sessanta si rese necessario un sistema più generale e, il 1º luglio 1963, furono annunciati codici ZIP non obbligatori per tutti gli USA. Un impiegato delle Poste, Robert Moon, è considerato il padre del codice ZIP. Egli presentò per primo la sua proposta nel 1944 mentre lavorava con la qualifica di ispettore postale. Le Poste riconoscono il contributo di Moon limitatamente alle prime tre cifre del codice ZIP, che individua la regione del Paese.
Nella maggior parte dei casi, le ultime due cifre del codice ZIP coincidono con le vecchie zone postali, quindi:
```
John Smith
3256 Epiphenomenal Avenue
Minneapolis, Minnesota 554
16
```

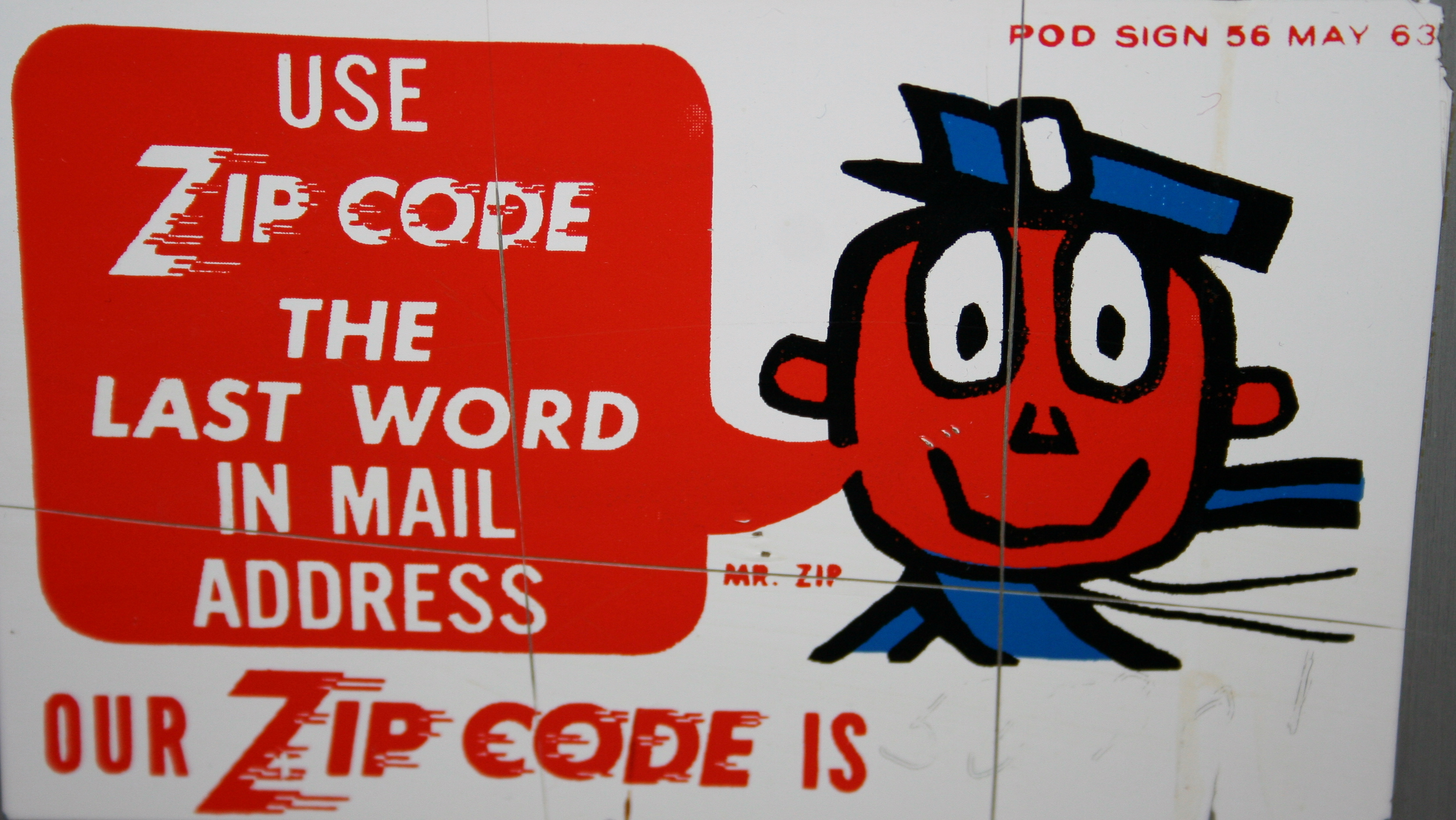
Mr. ZIP invita all'uso dello ZIP code.

Nel 1967 furono rese obbligatorie per l'affrancatura di seconda e terza classe per la corrispondenza voluminosa e il sistema venne presto adottato sistematicamente.
Durante gli anni 1970 le Poste degli USA utilizzarono un fumetto, Mr. ZIP, per promuovere l'adozione del codice ZIP.

### Abbreviazioni postali
Inoltre furono introdotte abbreviazioni postali a due lettere per indicare gli Stati, eliminando la necessità di scrivere per esteso il nome dello Stato. Ad esempio California diventa CA, Porto Rico (PR), Samoa Americane (AS), ecc. L'abbreviazione a due lettere viene assegnata anche ad alcuni ex territori sotto Amministrazione Fiduciaria degli Stati Uniti nel Pacifico, come gli Stati Federati della Micronesia (FM), che oggi sono stati indipendenti.
Analogamente gli indirizzi dell'esercito degli USA hanno anch'essi abbreviazioni postali per le Forze Armate degli USA. La corrispondenza indirizzata a questi recapiti è inviata alle Poste dell'Esercito (Army Post Office) o dell'Aeronautica (Airforce Post Office) o della Marina (Fleet Post Office) che può essere anche impiegata per la corrispondenza indirizzata a molte delle missioni diplomatiche d'oltremare degli USA.

### ZIP+4
Nel 1983, il Servizio Postale cominciò ad adottare un codice ZIP esteso, il cosiddetto "ZIP+4", che spesso viene chiamato il "codice più-quattro" ("plus-four codes"). Il codice ZIP+4 impiega lo ZIP base a cinque cifre più 4 cifre addizionali (separate dalle precedenti con un tratto d'unione) per identificare una segmentazione geografica all'interno dell'area di consegna definita dalle 5 cifre, come per esempio un isolato di una città oppure un edificio con un grande numero di appartamenti oppure un destinatario di posta che riceve grandi volumi di corrispondenza, o comunque una qualunque entità per la quale l'adozione di una identificazione ulteriore sia di aiuto per lo smistamento e la consegna della corrispondenza. L'uso del codice "plus-four" non è strettamente richiesto ma aiuta il Servizio Postale ad indirizzare la corrispondenza in modo più efficiente ed accurato, poiché riduce lo smistamento manuale e diminuisce in modo significativo la possibilità di errori umani e di errori di consegna.

### Codice a barre postale
Il codice ZIP viene spesso convertito in un codice a barre detto POSTNET (Postal Numeric Encoding Technique), che viene stampato anch'esso sulla corrispondenza, per rendere più semplice lo smistamento con macchine automatiche. A differenza della maggior parte dei sistemi di codici a barre, POSTNET utilizza barre lunghe e corte, non barre sottili e spesse. Il codice a barre può essere stampato dal mittente, oppure l'ufficio postale può applicarne uno alla ricezione. Se il codice viene generato dall'ufficio postale, si utilizza una macchina dotata di OCR, oppure, se non se ne può fare a meno, una persona legge l'indirizzo. (Le macchine automatiche hanno la tendenza a incidere il codice nel bordo inferiore delle cartoline postali, spesso rendendo illeggibile la firma.)
Chi effettua una spedizione di corrispondenza voluminosa può ottenere uno sconto sull'affrancatura se provvede a stampare il codice a barre. Questa operazione richiede soltanto una serie di caratteri da stampa oppure dei semplici font per computer disponibili spesso gratuitamente o a prezzo di costo, oltre alla conoscenza di almeno il codice principale a cinque cifre se non si conoscono tutte le nove cifre. Due ulteriori cifre vengono impiegate di solito per indicare l'esatto punto di recapito, così che ciascun singolo punto del Paese raggiungibile da una consegna postale abbia il suo unico codice a 11 cifre. Queste due cifre sono spesso le ultime due dell'indirizzo stradale oppure della casella postale, sebbene vengano anche assegnati dall'ufficio postale locale anche cifre del punto di consegna non-numeriche o alfabetiche. L'ultima cifra è sempre una cifra di controllo, ottenuta sommando le 5, oppure 9, oppure 11 cifre, e poi sottraendo l'ultima cifra del risultato da 10. (Quindi la cifra di controllo per 10001-0001 00 sarebbe 7, ossia 1+1+1=3 e 10−3=7.) Il mittente deve soltanto digitare qualcosa come /100010001007/ impiegando il font POSTNET a 12-cifre per creare il codice a barre da stampare.

## Struttura e distribuzione
I codici ZIP sono generati iniziando con la prima cifra che rappresenta un certo gruppo di Stati degli USA, la seconda e la terza cifra insieme rappresentano una regione degli USA in quel gruppo (o magari una metropoli). La quarta e la quinta cifra rappresentano aree più specifiche, come piccoli paesi o zone di quella città. Alla città principale di una regione, se esiste, spesso viene dato il primo codice ZIP per quella regione; dopodiché l'ordine numerico segue spesso l'ordine alfabetico. Similmente ai codici d'area, i codici ZIP vengono a volte divisi e cambiati, soprattutto quando un'area rurale diventa un'area suburbana.
Da un punto di vista geografico, i codici ZIP più bassi sono nella regione del New England come il 02107 che identifica Boston (Massachusetts). I numeri aumentano seguendo la direzione Sud lungo la East Coast, come 10036 (New York), 20500 (Washington), 30303 (Atlanta (Georgia)). Da lì, i numeri cominciano a aumentare seguendo la direzione Nord e Ovest. Ad esempio, 40202 è a Louisville (Kentucky), 50309 a Des Moines (Iowa), 60601 a Chicago (Illinois), 75201 a Dallas (Texas), 80202 a Denver (Colorado), 94111 a San Francisco (California), 98101 a Seattle (Washington) e 99950 a Ketchikan (Alaska).

Gli Stati Uniti suddivisi in base allo Zip code. I vari colori identificano le zone dove lo ZIP code che inizia con la stessa cifra.

- 0 = Connecticut (CT), Massachusetts (MA), Maine (ME), New Hampshire (NH), New Jersey (NJ), Porto Rico (PR), Rhode Island (RI), Vermont (VT), Isole Vergini Americane (VI)
- 1 = Delaware (DE), New York (NY), Pennsylvania (PA)
- 2 = Distretto di Columbia (DC), Maryland (MD), Carolina del Nord (NC), Carolina del Sud (SC), Virginia (VA), Virginia Occidentale (WV)
- 3 = Alabama (AL), Florida (FL), Georgia (GA), Mississippi (MS), Tennessee (TN)
- 4 = Indiana (IN), Kentucky (KY), Michigan (MI), Ohio (OH)
- 5 = Iowa (IA), Minnesota (MN), Montana (MT), Dakota del Nord (ND), Dakota del Sud (SD), Wisconsin (WI)
- 6 = Illinois (IL), Kansas (KS), Missouri (MO), Nebraska (NE)
- 7 = Arkansas (AR), Louisiana (LA), Oklahoma (OK), Texas (TX)
- 8 = Arizona (AZ), Colorado (CO), Idaho (ID), Nuovo Messico (NM), Nevada (NV), Utah (UT), Wyoming (WY)
- 9 = Alaska (AK), Samoa Americane (AS), California (CA), Guam (GU), Hawaii (HI), Isole Marianne Settentrionali (MP), Oregon (OR), Washington (WA)

Altri territori degli USA hanno codici che iniziano con 9. Le due cifre successive rappresentano il punto di distribuzione metropolitano (ad esempio 432xx = Columbus OH), e la quarta e quinta cifra rappresenta la zona della città (se si è in un'area metropolitana) oppure un paese o una città (se non si è all'interno di un'area metropolitana): 43209 (4 = Ohio, 32 = Columbus, 09 = Bexley).
Alcune agenzie governative, recapiti commerciali oppure edifici che ricevono volumi di corrispondenza particolarmente elevati possiedono il loro codice ZIP particolare, come lo 81009 per il Centro di Informazioni Federale per il Cittadino (Federal Citizen Information Center, FCIC) dei Servizi Generali per l'Amministrazione degli USA (General Services Administration, GSA) a Pueblo, 30385 per BellSouth ad Atlanta, e 10048 per il complesso del World Trade Center in New York (sino alla sua distruzione avvenuta l'11 settembre 2001). La Casa Bianca possiede un codice ZIP segreto, distinto da quello pubblico (20500), per permettere al Presidente degli Stati Uniti e alla sua famiglia di ricevere la corrispondenza privata.

## Altri impieghi
I servizi di corriere differenti dalla USPS, come Federal Express, United Parcel Service, e DHL chiedono il codice ZIP per realizzare una distribuzione interna ottimizzata del collo. Ciò evita di richiedere ai clienti altri indicatori del percorso, come le lettere IATA dell'aeroporto o del terminale ferroviario di destinazione.
I codici ZIP sono impiegati non soltanto per rintracciare la corrispondenza ma anche per raccogliere statistiche geografiche sugli USA. L'Ufficio per il Censimento degli Stati Uniti tiene una registrazione della latitudine e longitudine del punto centrale di ciascun codice ZIP, costituendo un database che molte altre compagnie vendono. I dati sono spesso impiegati in campagne di direct mail in un processo detto di ZIP code marketing, sviluppato da Martin Baier. Dati raggruppati per codice ZIP vengono usati anche per analizzare fattori geografici di rischio, una pratica comune agli ambienti assicurativo, industriale e bancario nota polemicamente come redlining.
Nell'anno 2000, la rivista National Geographic ha istituito una particolare rubrica che tratta ogni mese di un particolare codice ZIP degli USA.

### Codici del Servizio Postale degli Stati Uniti
- Lista dei codici ZIP degli Stati Uniti
- Abbreviazioni postali negli Stati Uniti

### Codici Postali negli altri Paesi
- Codice postale
- Lista dei codici postali